# 호프 랭
호프 랭(Hope Lange, 1933년 11월 28일 ~ 2003년 12월 19일)은 미국의 배우이다.

## 영화
- 버스 정류장 (영화)
- 페이튼 플레이스
- 젊은 사자들
- 포켓에 가득찬 행복
- 데스 위시 (1974년 영화)
- 나이트메어 2: 프레디의 복수
- 블루 벨벳 (영화)
- 튠 인 투모로우
- 긴급 명령 (영화)
- 함정 (1995년 영화)

## 텔레비전
- 제시카의 추리극장